# Biskup Sabiny
Biskup Sabiny − biskup jednej z siedmiu tzw. diecezji suburbikarnych, od 1986 noszącej nazwę diecezji Sabina-Poggio Mirteto. Od połowy XI wieku do 1962 roku biskupi tej diecezji byli ex officio kardynałami (pierwszym był Ubaldo mianowany ok. 1063, który zastąpił w gronie kardynałów ekskomunikowanego biskupa Velletri). W 1962 Papież Jan XXIII postanowił, że kardynałowie-biskupi są jedynie tytularnymi biskupami diecezji suburbikarnych, powierzając faktyczną jurysdykcję nad nimi zwykłym biskupom ordynariuszom.
W 1925 diecezja Sabina została połączona z utworzoną w 1841 diecezją Poggio Mirteto, przyjmując wówczas nazwę Sabina e Poggio Mirteto. W 1986 nazwa diecezji ponownie uległa zmianie i od tamtego czasu brzmi Sabina-Poggio Mirteto.
Obecnym kardynałem-biskupem Sabina-Poggio Mirteto jest Giovanni Battista Re, dziekan Kolegium Kardynalskiego.

## Biskupi i kardynałowie-biskupi Sabiny

### Biskupi
- Samuel (826)
- Sergiusz (853-868)
- Grzegorz (928)
- Jan (944-964)
- Dominik (992-993)
- Benedykt (999)
- Rainerius (999-1011)
- Jan (1011-1062)

### Kardynałowie-biskupi
- Hubaldus (1063-1094)
- Regizzone (obediencja wibertyńska 1084/90–1092/97)
- Crescenzio (1100-1126)
- Corrado Demetri (1128-1153)
- Gregorio de Jacinto (elekt 1154, biskup 1154)
- Gregorio Centu (1154-1162)
- Lindo (obediencja „wiktoryńska” 1163-1164)
- Konrad von Wittelsbach (administrator apostolski 1165–1166, biskup 1166-1200)
- Jan (obediencja „wiktoryńska” 1172-1173/78)
- Giovanni di San Paolo (1204-1214)
- Pietro Collivaccino (1217-1220)
- Aldobrandino Orsini (1221-1222)
- Oliver von Paderborn (1225-1227)
- Jean d’Abbeville (1227-1237)
- Goffredo da Castiglione (1238-1241)
- Wilhelm z Modeny (1244-1251)
- Pierre de Bar (elekt 1251-1252, biskup 1252-1253)
  - Bernardo Caracciolo Rossi, administrator apostolski (1253)
- Guy Foucault (1262-1265)
  - Petro de Elia, administrator apostolski (1265)
- Bertrand de Saint-Martin (1273-1278)
- Gerardo Bianchi (1281-1302)
  - Antonio de Parma, administrator apostolski (1302)
- Pedro Rodríguez (1302-1310)
- Arnaud de Falguières (1310-1317)
- Guillaume Godin (1317-1336)
- Matteo Orsini di Monte Giordano (1338-1340)
- Pedro Gomez de Barroso (1340-1348)
- Bertrand de Déaulx (1348-1355)
- Gil Álvarez de Albornoz (1355-1367)
- Guillaume d’Aigrefeuille (1367-1369)
- Philippe de Cabassole (1370-1372)
- Jean de Blandiac (1372-1379, obediencja awiniońska od 1378)
- Philippe d’Alençon (1380-1387)
- Hugues de Montrelais (obediencja awiniońska 1379-1384)
  - Andrea, Lorenzo i Giacomo, administratorzy apostolscy (1389-1392)
  - Poncello Orsini, administrator apostolski (1392-1395)
- Pierre de Sortenac (obediencja awiniońska 1384-1390)
- Gautier Gómez de Luna (obediencja awiniońska 1390-1391)
- Jaime de Aragón (obediencja awiniońska 1391-1396)
- Bertrand de Chanac (obediencja awiniońska 1396-1401)
- Francesco Carbone (1405)
  - Antonio i Francesco, administratorzy apostolscy (1405-1406)
  - Pietro, administrator apostolski (1406-1408?)
- Jean Flandrin (obediencja awiniońska 1405-1415)
- Enrico Minutoli (obediencja pizańska 1409-1412)
  - Ludovico Fieschi, administrator (obediencja pizańska 1412)
- Pedro Fernández de Frías (obediencja pizańska 1412-1415, 1415-1420)
  - Giacomo, administrator (1420?–1424)
- Francesco Lando (1424-1427)
- Giordano Orsini (1431-1438)
- Branda Castiglione (1440-1443)
- Bessarion (1449)
- Amadeusz Sabaudzki (1449-1451)
- Izydor z Kijowa (1451-1463)
- Juan Torquemada (1463-1468)
- Bessarion (ponownie) (1468-1472)
- Alain de Coëtivy (1472-1474)
- Berardo Eroli (1474-1479)
- Giuliano della Rovere (1479-1483)
- Oliviero Carafa (1483-1503)
- Girolamo Basso della Rovere (1503-1507)
- Raffaele Sansoni Riario (1507-1508)
- Giovanni Antonio Sangiorgio (1508-1509)
- Bernardino Lopez de Carvajal (1509-1511)
- Francesco Soderini (1511-1513, 1513-16 kardynał-biskup Tivoli)
- Bernardino Lopez de Carvajal (ponownie) (1513-1521)
- Niccolò Fieschi (1521-1523)
- Alessandro Farnese (1523-1524)
- Antonio Maria Ciocchi del Monte (1524)
- Pietro Accolti (1524-1532)
- Giovanni Domenico de Cupis (1533-1535)
- Bonifacio Ferrero (1535-1537)
- Lorenzo Campeggio (1537-1539)
- Antonio Sanseverino (1539-1543)
- Antonio Pucci (1543-1544)
- Giovanni Salviati (1544-1546)
- Giovanni Pietro Carafa (1546-1550)
- François de Tournon (1550-1560)
- Robert de Lénoncourt (1560-1561)
- Giovanni Girolamo Morone (1561-1562)
- Cristoforo Madruzzo (1562-1564)
- Alessandro Farnese (1564-1565)
- Ranuccio Farnese (1565)
- Tiberio Crispi (1565-1566)
- Giovanni Michele Saraceni (1566-1569)
- Giovanni Battista Cicala (1569-1570)
- Otto Truchsess von Waldburg (1570)
- Giulio Feltre della Rovere (1570-1573)
- Giovanni Ricci (1573-1574)
- Scipione Rebiba (1574-1577)
- Giacomo Savelli (1577-1578)
- Giovanni Antonio Serbelloni (1578)
- Antoine Perrenot de Granvelle (1578-1586)
- Innico d’Avalos d’Aragona (1586-1589)
- Tolomeo Gallio (1589-1591)
- Gabriele Paleotti (1591-1597)
- Ludovico Madruzzo (1597-1600)
- Girolamo Rusticucci (1600-1603)
- Simeone Tagliavia d’Aragonia (1603-1604)
- François de Joyeuse (1604-1611)
- Antonio Maria Sauli (1611-1615)
- Benedetto Giustiniani (1615-1620)
- Pietro Aldobrandini (1620-1621)
- Odoardo Farnese (1621-1623)
- Bonifacio Bevilacqua (1623-1626)
- Carlo Gaudenzio Madruzzo (1626-1629)
- Scipione Caffarelli-Borghese (1629-1633)
- Felice Centini (1633-1641)
- Francesco Cennini de’ Salamandri (1641-1645)
- Carlo de’ Medici (1645)
- Francesco Barberini (1645-1652)
- Bernardino Spada (1652-1655)
- Giulio Cesare Sacchetti (1655-1663)
- Marzio Ginetti (1663-1666)
- Francesco Maria Brancaccio (1666-1668)
- Giulio Gabrielli (1668-1677)
- Niccolò Albergati-Ludovisi (1677-1681)
- Pietro Ottoboni (1681-1683)
- Carlo Pio di Savoia (1683-1689)
- Paluzzo Paluzzi Altieri degli Albertoni (1689-1691)
- Giovanni Nicola Conti di Poli (1691-1698)
- Gaspare Carpegna (1698-1714)
- Fulvio Astalli (1714-1719)
- Francesco Pignatelli (1719-1724)
- Francesco Acquaviva d’Aragona (1724-1725)
- Pietro Ottoboni (1725-1730)
- Annibale Albani (1730-1743)
- Vincenzo Bichi (1743-1747)
- Raniero d’Elci (1747-1753)
- Silvio Valenti Gonzaga (1753-1756)
- Joaquín Fernández de Portocarrero (1756-1760)
- Giovanni Francesco Albani (1760-1773)
- Carlo Rezzonico (1773-1776)
- Andrea Corsini (1776-1795)
- Giovanni Archinto (1795-1799)
- Giovanni Andrea Archetti (1800-1805)
- Ippolito Antonio Vincenti Mareri (1807-1811)
- Laurentius Litta (1814-1820)
- Tommaso Arezzo (1820-1833)
- Carlo Odescalchi (1833-1838)
- Antonio Domenico Gamberini (1839-1841)
- Luigi Lambruschini (1842-1847)
- Giacomo Luigi Brignole (1847-1853)
- Gabriele Ferretti (1853-1860)
- Girolamo d’Andrea (1860-1868)
- Karl August von Reisach (1868-1869)
- Giuseppe Milesi Pitoni Ferretti (1870-1873)
- Luigi Maria Bilio (1873-1884)
- Tommaso Martinelli (1884-1888)
- Luigi Serafini (1888-1894)
- Mario Mocenni (1894-1904)
- Francesco di Paola Cassetta (1905-1911)
- Gaetano de Lai (1911-1928)

Połączenie diecezji Sabina i Poggio Mirteto (Sabina e Poggio Mirteto)
- Donato Sbarretti (1928-1939)
- Enrico Sibilia (1939-1948)
- Adeodato Giovanni Piazza (1949-1957)
- Marcello Mimmi (1958-1961)
- Giuseppe Antonio Ferretto (1961-1962)

### Tytularni kardynałowie-biskupi Sabiny/Sabiny-Poggio Mirteto
- Giuseppe Antonio Ferretto (1962-1973)
- Antonio Samorè (1974-1983)
- Agnelo Rossi (1984-1995)
- Eduardo Francisco Pironio (1995-1998)
- Lucas Moreira Neves (1998-2002)
- Giovanni Battista Re (od 2002)

### Biskupi Sabiny/Sabiny-Poggio Mirteto
- Marco Caliaro (1962-1988)
- Nicola Rotunno (1988-1992)
- Salvatore Boccaccio (1992-1999)
- Lino Fumagalli (1999-2010)
- Ernesto Mandara (od 2011)